# Fissistigma villosum
Fissistigma villosum är en kirimojaväxtart som först beskrevs av Suzanne Ast, och fick sitt nu gällande namn av Elmer Drew Merrill. Fissistigma villosum ingår i släktet Fissistigma och familjen kirimojaväxter. Inga underarter finns listade i Catalogue of Life.